# Аркадий Арис
Аркадий Иванович Арис (по паспорт Золотов) (29 януари, 1901, с. Синер, Казанска провинция, Руска империя – 1 юни, 1942, гара Иланская, Красноярски край, РСФСР, СССР) – чувашки писател, критик и преводач, редактор.
Братовчед е на чувашкия фолклорист Николай Ют.
От 1934 г. в Съюза на писателите на СССР.

## Биография
Завършва двукласно училище в Аликово, през 1915 г. постъпва да учи в Симбирското чувашко училище. Тук за първи път се запознава с произведенията на К. В. Иванов, Т. С. Семьонов (Тайра Тимки), Н. В. Василиев (Шубосини) и решава да се посвети на чувашката литература.
От първите дни на съветската власт Аркадий Золотов участва активно в обществения живот. През 1919 г. той е избран за ръководител на чувашката секция на отдела за народно образование на Симбирския губисполком. През април 1919 г., заедно с братята си, Арсений и Николай, влиза доброволец в 7-и симбирски стрелкови полк и в състава на този полк през 1919 – 20 г. под командването на В. Космовски участва в тежки битки под Оренбург, Илецки и Уральски. На фронта той се присъединява към партията на болшевиките.
След завръщането си от фронта Аркадий Иванович през 1922 г. завършва успешно Института за обучение на учители.
През 1922 г. Аркадий се премества в Чебоксари. През 1928 – 1931 г. Аркадий Арис е редактор на вестник „Kанаш“ и списание „Сунтал“, в същото време той ръководи ежедневните дела в списание „Капкан“ и взема активно участие в създаването и разширяването на мрежата за радиоразпръскване в Чувашия. Участва в издаването на алманаха „Трактор“ (в бъдеще списание „Таван Атал“).
През 1934 г. чувашките писатели и журналисти го делегират в Първия съюз на писателите, където той има статия за развитието на чувашката литература.
След заминаването на Н. Я. Золотов за Ленинград в Академията на науките, Аркадий Иванович оглавява Управителния съвет на Съюза на писателите на Чувашия. През 1934 г. го приемат в СП на СССР.
Аркадий Арис е арестуван на 23 октомври 1937 г. и е поставен в затвора на НКВД в Чувашката АССР.
На 14 ноември 1942 г. осъденият А. И. Золотов умира на 41-годишна възраст в Тагилаг.
Реабилитиран е през 1956 година.

## Литературна дейност
Аркадий Иванович е известен преди всичко като автор на статии по теоретичните въпроси на чувашката съветска литература. От голям интерес са неговите статии: 1926 г. – „Къде отиваме?“ („Ăçталла каятпăр?“), "1929 г. – „По пътя на проверката на силите на чувашката литература“ („Чăваш литературин пултарăхне тĕрĕслев çулĕ çине“), 1933 г. – „Належащите въпроси на фантастиката“ („Илемлĕ литературăн паянхи ыйтăвĕсем“), 1935 г. – „За остротата и културата на езика“ („Чĕлхе çивĕчлĕхĕшĕн, чĕлхе культуришĕн“) и др.
Аркадий Арис превежда на чувашки „Моите университети“ от Максим Горки и „Чапаев“ от Д. Фурманов.